# Martina Kempf
Martina Rose-Marie Kempf (* 31. März 1964 in Wertheim) ist eine deutsche Juristin, Politikerin (AfD) und Abtreibungsgegnerin. Seit 2025 ist sie Mitglied des Deutschen Bundestages.

## Persönlicher Werdegang
Kempf machte ihr Abitur am Dietrich-Bonhoeffer-Gymnasium Wertheim 1983. Im Anschluss studierte sie Rechtswissenschaften in Göttingen, Berlin und Köln. Das Zweite Juristische Staatsexamen erfolgte 1993 in Düsseldorf. Sie war Umweltbeauftragte bei Zippe in Wertheim und Unternehmensberaterin für Umweltmanagement. Daneben war sie als Autorin zu den Themen Umwelt, Familie und Schutz der ungeborenen Lebens tätig. Sie ist mit Volker Kempf verheiratet, der ebenfalls in der Anti-Abtreibungsbewegung aktiv ist. Sie ist Mutter von drei Kindern und lebt in Breisach. 

### Engagement gegen Abtreibung
Seit 2004 ist Martina Kempf Vorsitzende des Regionalverbandes Freiburg der Aktion Lebensrecht für Alle (ALfA) e. V.
Kempf engagiert sich politisch und war stellvertretende Vorsitzende des Regionalverbandes Freiburg der Partei AUF Partei für Arbeit, Umwelt und Familie (Christen für Deutschland) und in der Partei Vertreterin des „Bundesarbeitskreis Lebensrecht“. Zusammen mit ihrem Mann gründete sie den „Arbeitskreis Christen in der AfD“, der sich mittlerweile „Pforzheimer Kreis“ nennt.

### Deutscher Bundestag
Sie trat 2013 in die Partei Alternative für Deutschland über und kandidierte auf Listenplatz 17 in Baden-Württemberg für ein Mandat bei der Bundestagswahl 2013. Bei der Bundestagswahl 2025 verhalf ihr der gleiche Listenplatz zu einem Mandat. Im 21. Deutschen Bundestag ist sie Mitglied in folgenden Ausschüssen und Gremien:
- Ordentliches Mitglied im Ausschuss für Recht und Verbraucherschutz
- Stellvertretendes Mitglied im Ausschuss für Gesundheit und im Ausschuss für Bildung, Familie, Senioren, Frauen und Jugend
- Ordentliches Mitglied der Deutsch-Französischen Parlamentarischen Versammlung
- Stellvertretendes Mitglied in der Parlamentarischen Versammlung des Europarates

## Publikationen
- Frauenfeindlich. Wie Frauen zur Ungeborenentötung gedrängt werden. 2012 Gerhard Hess Verlag ISBN 9783873364035